# Gossypétine
La gossypétine est un composé organique de la famille des flavonols. Ce composé ayant une très forte activité anti-bactérienne se trouve dans les fleurs et la calice des roselles ou oseille de Guinée (Hibiscus sabdariffa).
Des recherches in vitro tendraient à prouver que la gossypétine et la myricétine en grande concentration peuvent modifier le taux de LDL en permettant aux macrophages de mieux les absorber.

## Métabolisme
L'enzyme 8-hydroxyquercetin 8-O-methyltransferase catalyse la réaction entre la S-adénosylméthionine et la gossypétine qui produit la S-adénosylhomocystéine et la 3,5,7,3',4'-pentahydroxy-8-méthoxyflavone[réf. nécessaire].